# Pešturina
Pešturina (en serbio: Пештурина) es una cueva en el municipio de Niška Banja en el sureste de Serbia. Está al suroeste de Jelašnica y 20 km al sureste de Niš. Desde que se iniciaron las excavaciones arqueológicas en 2006 se descubrieron artefactos del Paleolítico Medio y Superior. Los restos, identificados como de la cultura musteriense, fueron datados entre 102.000 BP+ 5.000 y 39.000 BP + 3.000, lo que convierte a Pešturina en uno de los últimos hábitats neandertales supervivientes. La cueva ha sido apodada la «Atapuerca serbia».
En abril de 2019 se anunció el descubrimiento de los restos de hombre de Neandertal. Es el primer descubrimiento de restos neandertales en Serbia.

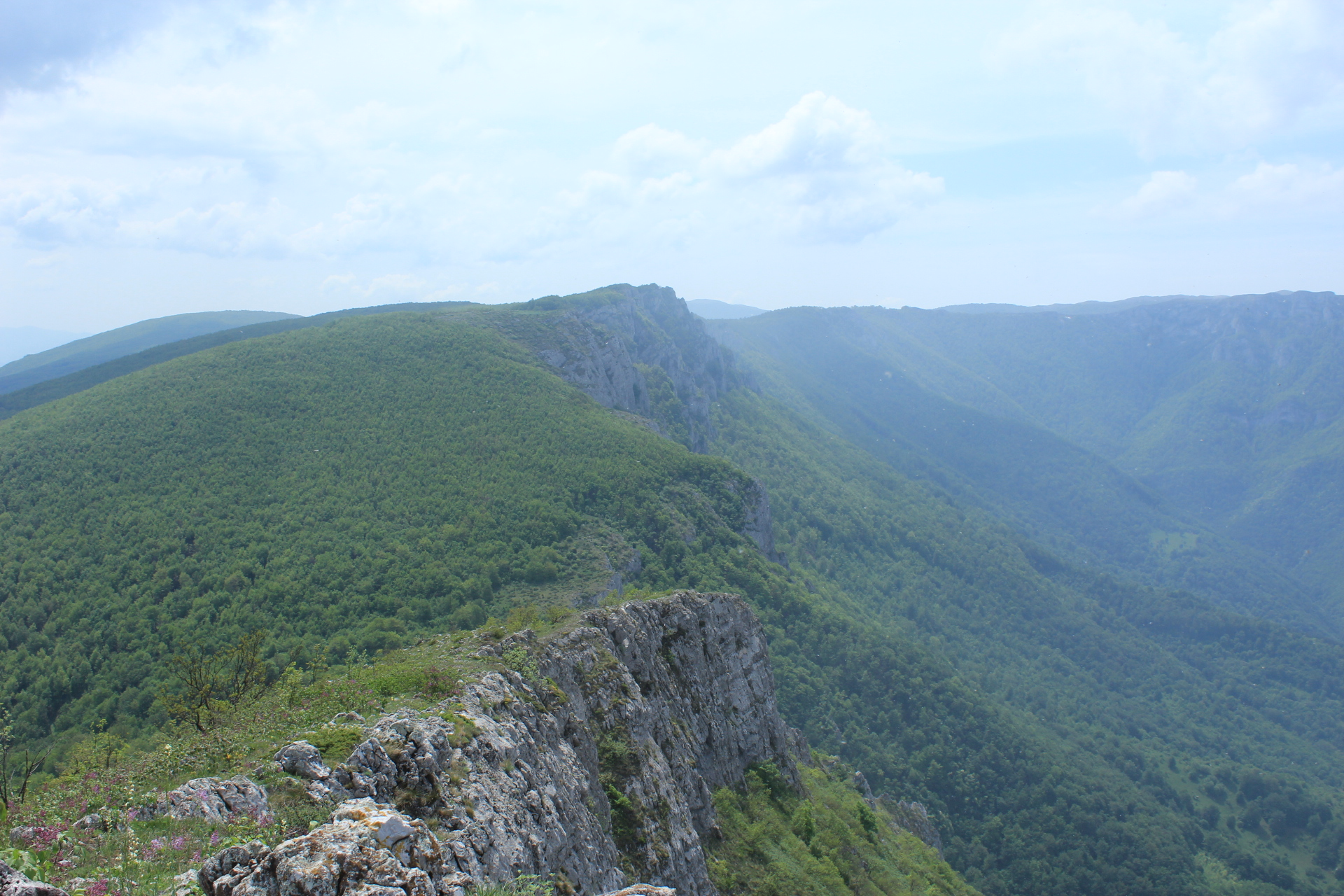
Suva Planina, montaña en la que se encuentra la cueva Pešturina

## Nombre
Procedente del nombre serbio arcaico de cueva, peštera ( cf. Pešter ) significa la "gran cueva". También se la conoce como la cueva de Jelašnica (en serbio: Јелашничка пећина, Jelašnička pećina).

## Geología
La cueva está situada en la loma de la ladera norte del monte Suva Planina, a una altitud de 330 m. La entrada está orientada al oeste, tiene 15 m de ancho y 3,5 m de alto. La cueva en sí tiene 22 m de longitud. Las piedras se acumulan en la entrada, mientras que la roca madre sobresale del suelo en la parte posterior de la cueva
Pešturina es una de las tres cuevas que se encuentran seguidas una tras otra, las otras dos son Mala Balanica y Velika Balanica. Las tres contienen restos de homínidos, algunos mucho más antiguos: 300.000 y 500.000 años, respectivamente. Las cuevas son completamente inaccesibles por carreteras o caminos y sólo se puede llegar a ellas mediante cuerdas desde la salida sur del pueblo de Sićevo. Las cuerdas descienden por debajo del campo de fútbol del pueblo. Las cuevas están cerradas con llave y sólo se abren cuando se realizan excavaciones. La importancia de las cuevas se puso de manifiesto a principios del siglo XXI, cuando la zona se vio envuelta en una fiebre del oro localizada. Los buscadores de oro dormían en las cuevas, utilizándolas como refugios de vivac. Fueron descubriendo una cantidad cada vez más abundante de artefactos y restos diversos, lo que impulsó a los paleoarqueólogos a estudiar la zona.

## Excavaciones
Pešturina ha sido excavada en tres ocasiones. En 2006 se exploró la parte posterior de la cueva, donde se excavó una zanja (o sonda). La búsqueda arrojó artefactos de la prehistoria posterior en la parte superior, hojas de sílex y numerosos huesos en el sedimento central de color marrón claro, mientras que la sección más baja, a una profundidad de 1,3 m, se estimó que era del Paleolítico Medio. En ese nivel se alcanzó la roca madre, por lo que la excavación se detuvo. En 2008 y 2010-12 se exploraron las secciones restantes. Los sedimentos más gruesos se encuentran cerca de la entrada. La profundidad alcanzada hasta ahora es de 2 m y aún no se ha llegado a la roca madre.

## Capas
Estratigráficamente, el yacimiento se ha dividido en cuatro capas.

### Capa 1
Capa de humus, con objetos de la prehistoria posterior.

### Capa 2

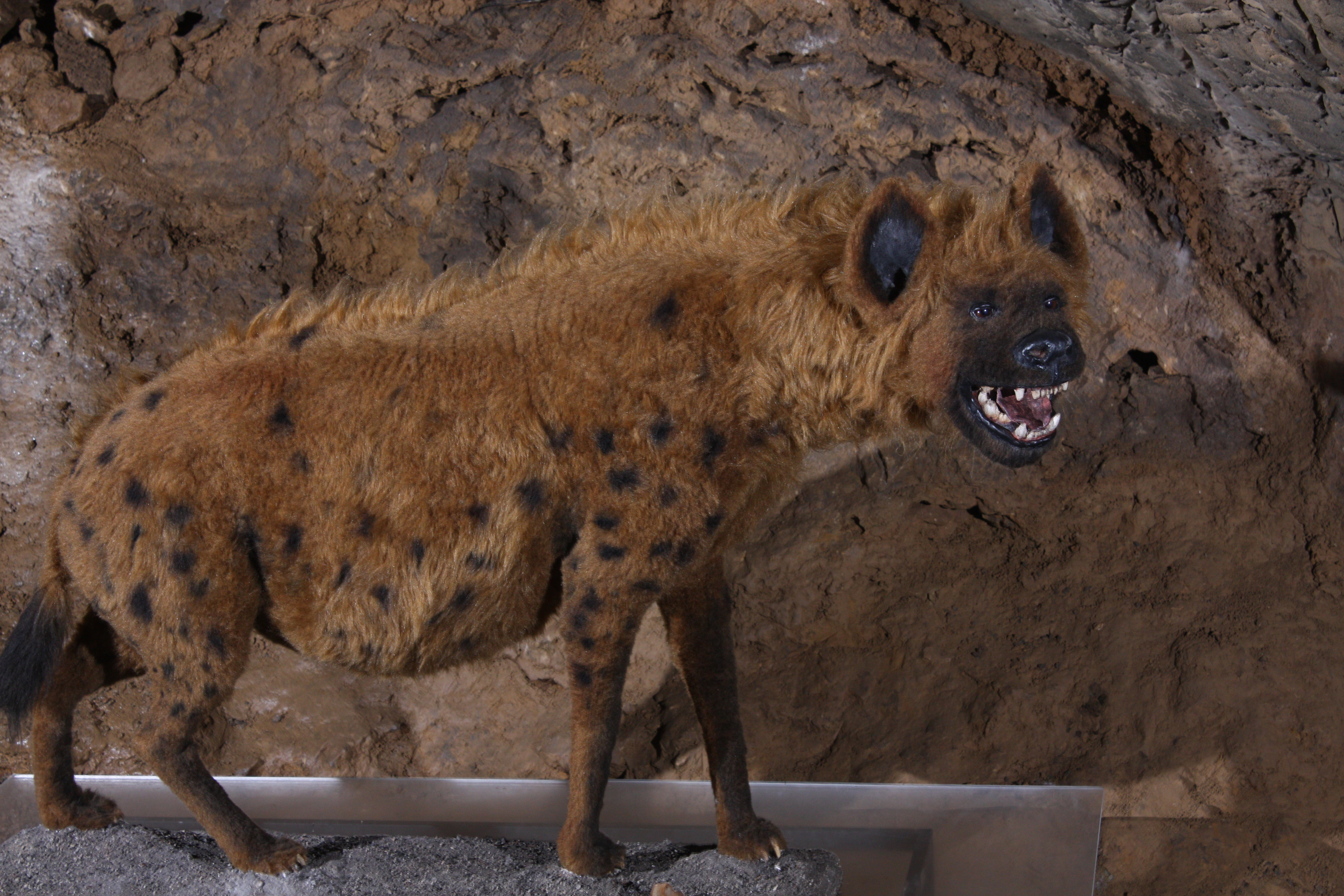
Los restos más abundantes de las especies de depredadores pertenecen a la hiena de las cavernas.

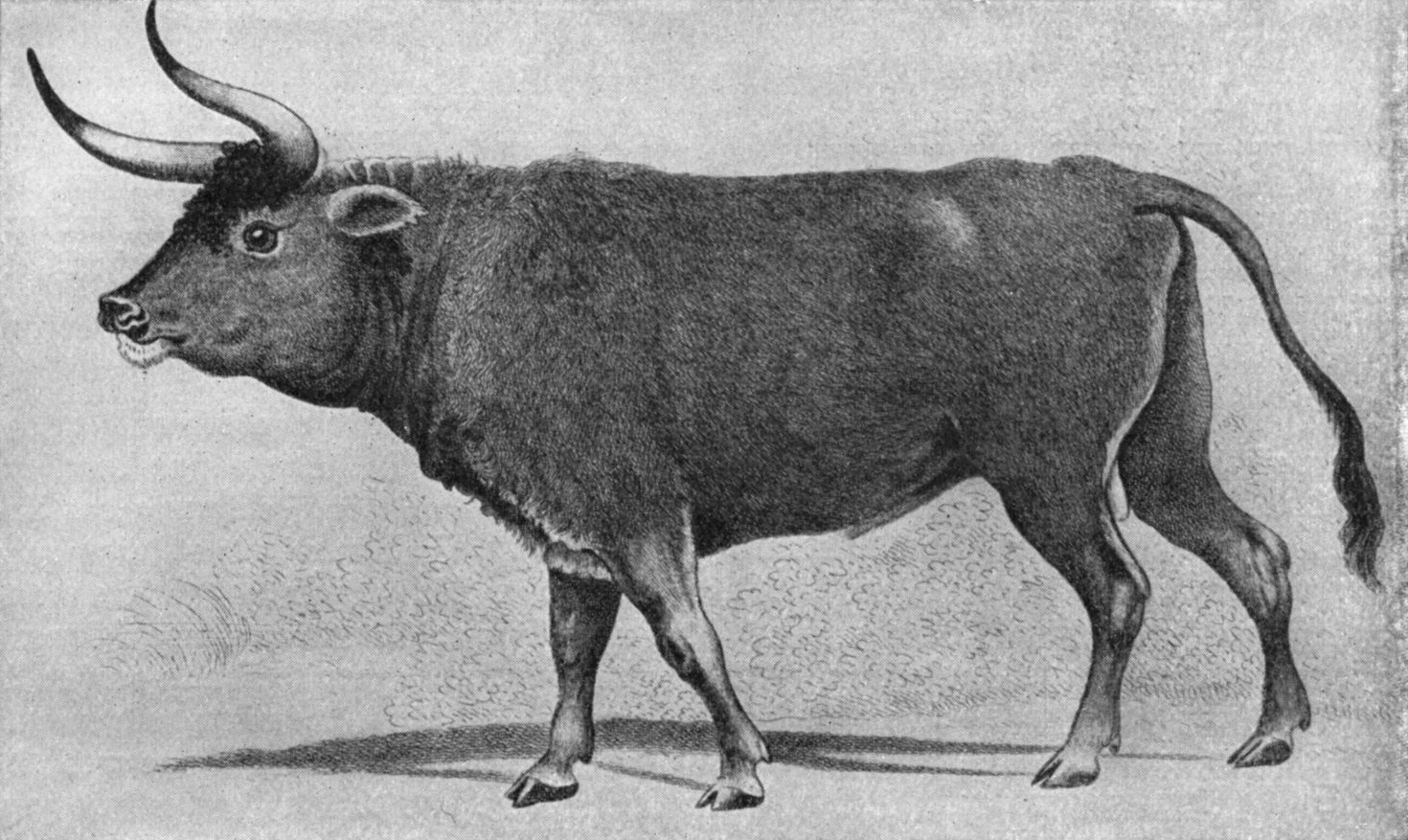
En todos los estratos de la cueva se excavaron numerosos restos de uros

Formada por sedimentos compactos de color marrón claro. Se descubrieron artefactos del Paleolítico Superior: cuchillas, cuchillas sin retocar, puntas de dorso recto y herramientas combinadas. Son característicos del Gravetense y de los primeros tiempos del Epi-Gravetense. La capa está alterada por las actividades de los roedores, pero también porque los habitantes posteriores nivelaron y excavaron el terreno. Como resultado, se pueden encontrar algunos artefactos del Paleolítico Medio, pero no se originan en esta capa. Los restos de fauna están muy fragmentados. Los restos más abundantes de animales carnívoros pertenecen al lobo gris, mientras que entre los animales presa se encuentran el urogallo, el caballo y el íbice alpino. También se encontraron restos de liebres, hienas de las cavernas, mustélidos y ciervos rojos. Se encontraron más de 100 artefactos. En su mayoría eran de calcedonia y de piedra de sílex de color beige y marrón, y su estructura apunta a que se trataba de una vivienda de corta duración.

### Capa 3
Consta de sedimento marrón. Los artefactos pertenecen generalmente a la cultura musteriense denticulada, del Paleolítico Medio. Está bastante alterado en los períodos posteriores, con agujeros de roedores. Los restos de fauna son numerosos, correspondiendo en su mayoría a la descubierta en la Capa 4. Los más abundantes son los de caballos y uros, mientras que el principal depredador encontrado es la hiena de las cavernas. Otros restos son los de liebres, zorro rojo, oso de las cavernas, lince euroasiático, mustélidos, corzos e íbices alpinos. La estructura de los artefactos encontrados en la capa en su mayor parte también corresponde a la capa 4. Además de la calcedonia y el sílex beige y marrón, también se utiliza el sílex gris-verde, pero lo más habitual son las herramientas de cuarzo.

### Capa 4
De color rojizo y estructura suelta. En la parte posterior se han descubierto grandes fragmentos de roca y el sedimento es de color marrón oscuro. Por ello, la capa se divide en Capa 4-a (rojiza) y Capa 4-b (marrón oscura), que aún no ha sido explorada en su totalidad. El conjunto está fechada en el Paleolítico Medio y como parte del período musteriense charentiano, con elementos musterienses de Quina. Hay muchos restos de fauna y están bien conservados. Predominan los huesos de caballo y de urogallo, con ciervos rojos e íbices alpinos en menor medida. También se han encontrado huesos de rinoceronte y mamut lanudo. Los restos de hienas de las cavernas, la fragmentación de los huesos, las marcas de los dientes de hiena en los huesos y la enorme cantidad de coprolitos, apuntan a que las hienas estaban en la cima de la cadena alimentaria en este periodo. Otros restos de animales son el castor euroasiático, la liebre, el oso de las cavernas, el leopardo, los mustélidos y la gamuza. Se han descubierto más de 100 artefactos, que en su mayoría son de cuarzo, aunque también se encontró sílex y calcedonia. Aunque se descubrieron artefactos de las tres fases de la talla de sílex (cuchillas, herramientas, descamación a presión), no se descubrieron los núcleos, lo que significa que lo más probable es que las herramientas se fabricaran en otro lugar y luego se trajeran a la cueva.
Los mamíferos pertenecían a los distintos biomas (bosque, montaña, estepa), siendo los animales de la estepa más numerosos en las capas superiores. Esto sugiere que la sabana (con los rebaños de caballos y uros), el bosque templado (ciervos, corzos) y los acantilados rocosos (íbices alpinos, gamuzas) se encontraban a poca distancia de la cueva. Aunque la mayoría de los restos fueron introducidos en la cueva por las hienas, los restos de grandes animales como rinocerontes y mamuts, así como los artefactos, muestran que algunos restos eran muertes realizadas por humanos
Un importante derrumbe del techo cerca de la entrada, o el posible lecho de roca que separaba dos cuevas, es etiquetado posteriormente como la Capa 4-c. Todavía permanece inexplorada.

### Homínidos
Todos los yacimientos paleolíticos de los Balcanes centrales, incluido Pešturina, presentan una notable ausencia de las capas auriñacienses. Esto apunta a la teoría de que la expansión de los primeros humanos modernos hacia Europa se produjo a través del corredor del Danubio, lo que permitió que las pequeñas comunidades neandertales sobrevivieran más allá de los 40.000 años de edad en algunos focos aislados. Basándose en la datación de los restos de animales, y comparándola con las herramientas correspondientes, Pešturina es el primer yacimiento de la región con una habitabilidad casi continua desde 102.000 BP+ 5.000 hasta 39.000 BP+ 3.000.
En abril de 2019, el equipo serbio-canadiense anunció el descubrimiento de los restos neandertales y los publicó en el Journal of Human Evolution. Se trataba de un molar permanente derecho excepcionalmente conservado, hallado entre numerosos artefactos musterienses y restos de animales, típicos de la fauna del Pleistoceno (caballo, bisonte europeo, mamut, rinoceronte), incluyendo un hueso con tallas paralelas. La notable conservación y el mínimo desgaste del diente permitieron un examen detallado que confirmó la morfología neandertal. Pertenecía a una persona en la última etapa de su vida.
El espécimen se recuperó de la capa estratigráfica 4-b, la más antigua de las examinadas. El hallazgo confirmó la presencia de neandertales en el territorio de Serbia y los Balcanes centrales al final de la etapa isotópica marina 5-C. La edad estimada del espécimen es de 102.400 BP+ 3.200, o sea, el comienzo de la última Edad de Hielo, cuando el clima de la zona era todavía relativamente suave.